# Daniil Ridel
Daniil Ridel (în rusă Даниил Ридель; n. 1884, Basarabia, Imperiul Rus – d. 26 octombrie 1933, Moscova, RSFS Rusă, URSS) a fost diplomat și ofițer de informații sovietic, veteran al Războiului Civil Rus, evreu născut în Basarabia.

## Biografie
S-a născut în târgul Cornești (acum oraș în raionul Ungheni, Republica Moldova) din județul Bălți, gubernia Basarabia (Imperiul Rus). În 1902 s-a alăturat Partidul Social-Democrat al Muncii. În anii 1910-1917 din motive politice, s-a aflat în exil la Viena și Paris. În 1917, devine membru al Comitetului executiv al sovieticilor de pe Frontul Român, al Flotei Mării Negre și al districtului militar Odesa, din 1918 membru al Comisariatului popular pentru afaceri externe al RSFSR. În 1919, a devenit secretar executiv al Departamentului de propagandă internațională din Odesa, comisar al poporului pentru afaceri externe al efemerei RSS Basarabene. A lucrat în Departamentul de presă al Internaționalei Comuniste și în Departamentul de presă al Comisariatului popular pentru afaceri externe al RSFSR.
Din 1920, a activat în calitate de emisar al Cominternului în serviciile de informații, apoi a lucrat diplomatic în Italia, Turcia, Austria și Grecia. În anii 1924-1926, a fost primul secretar al reprezentanței plenipotențiare a URSS în Italia, în 1926-1928, primul secretar al reprezentanței plenipotențiare URSS în Grecia, în 1928-1930, a fost consulul general al URSS la Genova, apoi în Danemarca (1930-1932).  Din 1932 a fost secretar executiv al Biroului sovietic al internației marinarilor și lucrătorilor portuari.